# Georg von Boeselager
Georg Freiherr von Boeselager (Kassel, 25 agosto 1915 – Łomża, 29 agosto 1944) è stato un militare tedesco, coinvolto nel fallito attentato a Hitler del 20 luglio 1944.

## Biografia
Nacque a Kassel da una nobile famiglia cattolica di rango baronale e frequentò l'Aloysius College di Bad Godesberg, per poi intraprendere la carriera militare in cavalleria. Nel 1936 divenne sottotenente, ma per il suo coraggio l'anno seguente venne promosso tenente.
Durante la seconda guerra mondiale partecipò all'invasione della Polonia e ricevette la Croce di Ferro. Di servizio sul fronte occidentale nel 1940, si distinse durante azioni militari lungo la Senna a Les Andelys. A giugno di quell'anno ricevette la Croce del Cavaliere di Primo Grado e venne promosso Rittmeister, che nella cavalleria dell'esercito tedesco equivaleva al grado di capitano (Hauptmann in fanteria).
Durante l'Operazione Barbarossa si distinse in occasione della presa di Białystock e Minsk, per poi partecipare alla Battaglia di Mosca, dove poté farsi un'idea delle sofferenze inferte dalle SS alla popolazione civile slava, sofferenze che oscurarono l'entusiasmo iniziale per il nazismo.
In convalescenza a Minsk per le ferite ricevute, ebbe da Henning von Tresckow e Fabian von Schlabrendorff, insigni membri della resistenza militare tedesca contro il nazismo, notizie sullo sterminio indiscriminato della popolazione ebraica, avallate da informazioni ricevute indirettamente dal generale delle SS Erich von dem Bach-Zelewski durante un incontro con lo Stato maggiore del generale Günther von Kluge. Ogni suo dubbio sul carattere criminale dell'ideologia nazista di conseguenza scomparve e von Boeselager entrò a far parte della resistenza tedesca.
Lo stesso Boeselager avrebbe dovuto fornire dell'esplosivo a Tresckow per assassinare Hitler, ma il complotto mal riuscito del colonnello Stauffenberg sventò le iniziative di Boeselager e Tresckow. Non sospettato dalla Gestapo come invece furono altri, Boeselager, promosso colonnello pochi mesi prima, fu ucciso dai russi in uno scontro presso il fiume Bug.

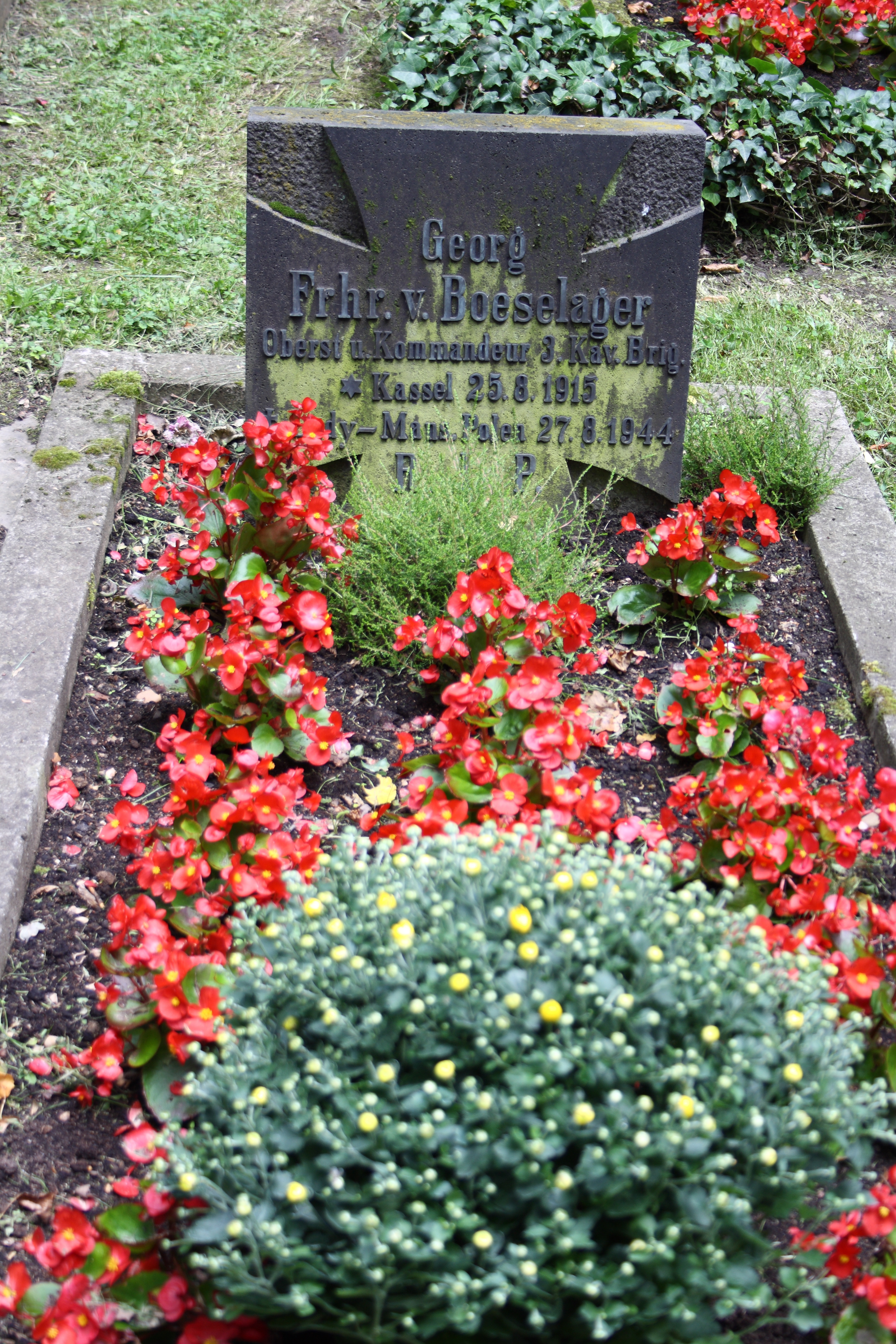
La tomba di Georg von Boeselager